# Алеаторика
Алеаторика (lat. alea - коцка) је савремени композиторски поступак који укључује игру случаја, и/или неки примарни елемент реализације компонованог дела препуштен је опредељењу његовог(их) извођача(а). Термин се најчешће повезује са поступцима у којима елемент случајности укључује релативно ограничен број могућности.
Термин је постао познат европским композиторима кроз предавања акустичара Вернера Мејер-Еплера на Међународним летњим курсевима нове музике у Дармштату почетком 1950-их. Према његовој дефиницији, „за процес се каже да је алеаторичан ... ако је његов ток одређен уопштено, али у појединостима зависи од случајности“. Кроз спајање Мајер-Еплерових немачких термина Aleatorik (именица) и aleatorisch (придев), његов преводилац је створио нову реч, „алеаторичан“ (уместо да користи постојећи енглески придев „aleatory“), која је брзо постала помодна и задржала се. У новије време уведена је варијанта „алеаторијалност“.

## Историја

### Рани преседани
Композиције које би се могле сматрати преседаном за алеаторну композицију датирају барем из касног 15. века, са жанром католикона, као што је на пример Missa cuiusvis toni Јоханеса Окегема. Каснији жанр био је Musikalisches Würfelspiel или музичка игра коцкицама, популарна крајем 18. и почетком 19. века. (Овакве игре коцкицама се приписују Карлу Филипу Емануелу Баху, Францу Јозефу Хајдну и Волфгангу Амадеусу Моцарту.) Ове игре су се састојале од низа музичких тактова, за које је сваки такт имао неколико могућих верзија и процедуру за одабир прецизног низа на основу бацања већег броја коцкица.
Француски уметник Марсел Дишан компоновао је два дела између 1913. и 1915. на основу случајних операција. Једно од њих, Ератум мјузикал написано са Дишановим сестрама Ивоном и Магделеном за три гласа, први пут је изведено на Манифестацији Дада 27. марта 1920, и објављено је 1934. Двојица његових савременика, Франсис Пикабија и Жорж Рибемон, такође је експериментисали са случајном композицијом. Њихова дела су извођена на фестивалу Дада одржаном у концертној дворани Сале Гаво у Паризу 26. маја 1920. Музика промена америчког композитора Џона Кејџа (1951) била је „прва композиција која је у великој мери одређена насумичним процедурама“, иако је његова неодређеност другачијег реда од Мајер-Еплеровог концепта. Кејџ је касније питао Дишана: „Како то да си користио случајне операције када сам се тек родио?”

### Модерна употреба
Најранија значајна употреба алеаторних карактеристика налази се у многим композицијама Американца Чарлса Ајвса почетком 20. века. Хенри Кауел је усвојио Ајвсове идеје током 1930-их, у делима као што је Мозаик квартет (гудачки квартет бр. 3, 1934), који омогућава свирачима да поређају фрагменте музике у више различитих могућих секвенци. Кауел је такође користио посебно осмишљене нотације да уведе варијабилност у извођење дела, понекад упућујући извођаче да импровизују кратак одломак или свирају ад либитум. Каснији амерички композитори, као што је Алан Хованес (почевши са својим Лусадзеком из 1944. године) користили су процедуре површно сличне Кауеловим, у којима су различити кратки узорци са одређеним висинама и ритмом додељени у неколико делова, са упутствима да се изводе више пута својом брзином без координације са остатком ансамбла. Неки научници сматрају да резултирајућа замућеност „тешко да је алеаторна, пошто се тачне висине тона пажљиво контролишу и било које две изведбе ће бити суштински исте“ иако је, према другом писцу, ова техника у суштини иста као она коју је касније користио Витолд Лутославски. У зависности од жестине технике, Хованесове објављене партитуре означавају ове одељке на различите начине, на пример као „слобони темпо / зујећи ефекат“ и „понови и понови ад либ, али не заједно“.
У Европи, након што је Мејер-Еплер увео израз „алеаторна музика“, француски композитор Пјер Булез био је у великој мери заслужан за популаризацију тог термина.
Други рани европски примери алеаторне музике укључују Клавиерстик XI (1956) Карлхајнц Штокхаузена, који садржи 19 елемената који се изводе у секвенци коју у сваком случају одређује извођач. Облик ограничене алеаторије користио је Витолд Лутославски (почевши од Jeux Vénitiens 1960–61), где су опсежни пасажи тона и ритмова у потпуности специфицирани, али је ритмичка координација делова унутар ансамбла подложна елементу случајности.

## Карактеристике поступка
Ова је игра случаја код неке алеаторичке композиције увек ограничена извесним правилима, па се зато ради о диригованом, управљаном случају (нем. геленктер Зу) Сам назив изведен је од лат. "алеа" - коцка, због аналогије с игром бацања коцке: као што у игри коцком зависи од случаја који ће бачена коцка показати, тако и у алеаторичкој композицији зависи од извођача коју ће од предвиђених могућности у тренутку извођења одабрати. Надаље, ако се игра бацања коцке изводи с више коцки, тада је број могућих комбинација врло велики, а исто је тако и код алеаторичке композиције, написане за више извођача, велики број варијанти у којима се дело може извести, јер тамо сваки од извођача опет слободно одабира међу могућностима које композиције њему одговарају.

## Врсте поступка
Постоји више алеаторијских основних композицијских поступака. Један се састоји у томе да композитор детаљно изради "саставне делове", односно - структуре композиције, а извођачу преостаје да он сам одабира њихов редослед у току извођења; карактеристични примери такве алеаторике су "Клавирштик 9 К Штокаја и 3. соната за клавир П. Булеза. Супротно претходном је поступак где композитор фиксира целину композиције као распоред њених делова док за извођење појединости даје извођачу више разних равноправних могућности решења; композиција "Кругови за женски глас, харфу и два перкусиониста" Л. Берија представља карактеристичан пример оваквог алеаторичког поступка. И, коначно, постоји такав алеаторички композицијски поступак у коме аутор дефинитивно не детерминира ни детаље дела нити дело у целини, него препушта извођачу у даним оквирима слободу одлучивања и у извођењу детаља и у обликовању форме дела у целини; типичан пример ове врсти алеаторике је оркестарска композиција "Available for me" И Е. Брауна. Амерички композитор Џон Кејџ довео је пак алеаторичке принципе до крајњих консеквенца: код њега, наиме, случај у толикој мери одлучује о форми у целини, као и у појединостима, да престаје бити специфично средство композицијске технике и постаје циљ ауторове стваралачке акције.